# 鳥居義正
鳥居 義正（とりい よしまさ、1942年4月14日 - ）は、日本の陸上競技選手である。種目は棒高跳で、元日本記録保持者。
東京教育大学在学中に、1964年東京オリンピックで男子棒高跳に出場した。 また、同年には4メートル80、翌年には4メートル95の日本記録を樹立した。
2016年時点では、日本シニアチア協会の理事を務めていた。

## 関連文献
- 「陸上つわもの列伝 鳥居義正 新時代切り開いた"鳥人"」『陸上競技マガジン』2016年6月号